# Kapitan portu

Dystynkcja kapitana portu

Kapitan portu – w Polsce: urzędnik urzędu morskiego stojący na czele kapitanatu portu. Wymagania jakie są stawiane kapitanom portu to: posiadanie dyplomu kapitana żeglugi wielkiej, wykształcenie wyższe oraz znajomość najważniejszych przepisów obowiązujących naszą administrację morską. Funkcja ta wymaga wysokich kwalifikacji w branży morskiej i jednocześnie odznacza się dużym prestiżem w środowisku. Stanowisko jest obsadzane na zasadzie rozstrzygnięcia konkursu.
W wielu państwach kapitan portu jest urzędnikiem odpowiedzialnym za przestrzeganie przepisów portowych i morskich danego państwa, bezpieczeństwo żeglugi w porcie oraz przyległym akwenie, zarządza tam również ruchem statków, rejestruje je, sprawdza ich dokumenty, kwalifikacje załóg, ustala zasady ochrony przeciwpożarowej.
Kapitanami portu mogą być urzędnicy cywilni jak i oficerowie (różnych stopni) marynarki wojennej danego państwa. W Wielkiej Brytanii w przypadku, gdy kapitan portu jest oficerem Royal Navy używa tytułu Queen's (lub King's) Harbourmaster. W USA kapitanem portu jest oficer Coast Guard w stopniu komandora (kod NATO OF-5) noszący tytuł Captain of the Port (COTP). Często poza obowiązkami typowymi dla swoich odpowiedników z innych państw, ponosi również odpowiedzialność za pewien sektor wybrzeża i przyległy akwen, znacznie rozleglejszy niż akwatoria związane z portem. Jego uprawnienia są też dlatego znacznie większe niż polskich, czy też brytyjskich kapitanów portów, bardziej odpowiadają funkcji dyrektora urzędu morskiego.